# Kreiz Breizh Elites 2014
La 15e édition du Kreiz Breizh Elites a lieu du 2 août au 4 août 2014. La course fait partie du calendrier UCI Europe Tour 2014 en catégorie 2.2.

## Présentation
Cette 15e édition du Kreiz Breizh Elites se déroule du 2 août au 4 août 2014. Les quatre étapes sont propices aux baroudeurs et passeront toutes par le centre Bretagne. 

### Équipes
Classé en catégorie 2.2 de l'UCI Europe Tour, le Kreiz Breizh Elites est par conséquent ouvert aux équipes continentales professionnelles, aux équipes continentales, à des équipes nationales et à des équipes régionales ou de clubs. Les UCI ProTeams (première division) ne peuvent pas participer.
28 équipes participent à ce Kreiz Breizh Elites : 13 équipes continentales , 11 équipes régionales ou de clubs, et 4 équipes de sélection nationale ou régionale.
| Équipes Division nationale 1 | Équipes Division nationale 1 | Équipes Division nationale 1 |
| Nom de l'équipe              | Pays                         | Code                         |
| ---------------------------- | ---------------------------- | ---------------------------- |
| Armée de Terre               | France                       |                              |
| BIC 2000                     | France                       |                              |
| Chambéry CF                  | France                       |                              |
| CC Nogent-sur-Oise           | France                       |                              |
| VC Rouen 76                  | France                       |                              |
| Sojasun espoir-ACNC          | France                       |                              |
| Vendée U                     | France                       |                              |

| Équipes Division nationale 2 | Équipes Division nationale 2 | Équipes Division nationale 2 |
| Nom de l'équipe              | Pays                         | Code                         |
| ---------------------------- | ---------------------------- | ---------------------------- |
| GSC Blagnac VS 31            | France                       |                              |

| Équipes Division nationale 3 | Équipes Division nationale 3 | Équipes Division nationale 3 |
| Nom de l'équipe              | Pays                         | Code                         |
| ---------------------------- | ---------------------------- | ---------------------------- |
| TC Pays de Dinan             | France                       |                              |

| Autres équipes              | Autres équipes | Autres équipes |
| Nom de l'équipe             | Pays           | Code           |
| --------------------------- | -------------- | -------------- |
| Hennebont Cyclisme          | France         |                |
| EFC-Omega Pharma-Quick Step | Belgique       | EFC            |

| Équipes continentales | Équipes continentales | Équipes continentales |
| Nom de l'équipe       | Pays                  | Code                  |
| --------------------- | --------------------- | --------------------- |
| An Post-ChainReaction | Irlande               | SKT                   |
| Jo Piels              | Pays-Bas              | CJP                   |
| Metec-TKH Continental | Pays-Bas              | MET                   |
| MG Kvis-Wilier        | Italie                | MGK                   |
| MLP Bergstrasse       | Allemagne             | TBJ                   |
| Øster Hus-Ridley      | Norvège               | OHR                   |
| Rapha Condor JLT      | Royaume-Uni           | RCJ                   |
| Rabobank Development  | Pays-Bas              | RBT                   |
| Shimano Racing        | Japon                 | SMN                   |
| Synergy Baku Project  | Azerbaïdjan           | BCP                   |
| Vorarlberg            | Autriche              | VBG                   |
| Verandas Willems      | Belgique              | WIL                   |
| Vini Fantini Nippo    | Japon                 | VFN                   |

| Sélections                              | Sélections  | Sélections |
| Nom de l'équipe                         | Pays        | Code       |
| --------------------------------------- | ----------- | ---------- |
| Sélection de Bretagne                   | Bretagne    |            |
| Sélection du Centre mondial du cyclisme | Suisse      |            |
| Équipe nationale des États-Unis U23     | États-Unis  |            |
| Équipe nationale de Grande-Bretagne U23 | Royaume-Uni |            |

## Étapes
| Étape     | Date        | Villes étapes             |                 | Distance (km) | Vainqueur d’étape | Leader du classement général |
| --------- | ----------- | ------------------------- | --------------- | ------------- | ----------------- | ---------------------------- |
| 1re étape | sam. 2 août | Calanhel – Plouray        | Étape vallonnée | 170           | Kévin Lebreton    | Kévin Lebreton               |
| 2e étape  | dim. 3 août | Ploërdut – Callac         | Étape vallonnée | 84,6          | André Looij       | Kévin Lebreton               |
| 3e étape  | dim. 3 août | Le Saint – Carhaix        | Étape vallonnée | 98            | Timo Roosen       | Matteo Busato                |
| 4e étape  | lun. 4 août | Plouguernével – Rostrenen | Étape vallonnée | 176,7         | Stan Godrie       | Matteo Busato                |

## Classements finals

### Classement général
| Classement général | Classement général | Classement général | Classement général          | Classement général |
|                    | Coureur            | Pays               | Équipe                      | Temps              |
| ------------------ | ------------------ | ------------------ | --------------------------- | ------------------ |
| 1er                | Matteo Busato      | Italie             | MG Kvis-Wilier              | en 12 h 24 min 6 s |
| 2e                 | Timo Roosen        | Pays-Bas           | Rabobank Development        | + 8 s              |
| 3e                 | Andreas Hofer      | Autriche           | Vorarlberg                  | + 13 s             |
| 4e                 | Jack Wilson        | Irlande            | An Post-ChainReaction       | + 13 s             |
| 5e                 | Maxime Cam         | France             | BIC 2000                    | + 13 s             |
| 6e                 | Benoît Sinner      | France             | Armée de Terre              | + 19 s             |
| 7e                 | Floris De Tier     | Belgique           | EFC-Omega Pharma-Quick Step | + 19 s             |
| 8e                 | Jarno Gmelich      | Pays-Bas           | Metec-TKH Continental       | + 23 s             |
| 9e                 | Kévin Lebreton     | France             | Armée de Terre              | + 23 s             |
| 10e                | Tom Vermeer        | Pays-Bas           | Jo Piels                    | + 26 s             |
| modifier           |                    |                    |                             |                    |

### Classements annexes
| Classement par points | Classement par points | Classement par points | Classement par points | Classement par points |
| --------------------- | --------------------- | --------------------- | --------------------- | --------------------- |
|                       | Coureur               | Pays                  | Équipe                | Point(s)              |
| 1er                   | Nicolas Vereecken     | Belgique              | Verandas Willems      | 42 points             |
| 2e                    | Benoît Sinner         | France                | Armée de Terre        | 39 pts                |
| 3e                    | Stan Godrie           | Pays-Bas              | Rabobank Development  | 33 pts                |
| modifier              |                       |                       |                       |                       |

| Classement du meilleur grimpeur | Classement du meilleur grimpeur | Classement du meilleur grimpeur | Classement du meilleur grimpeur         | Classement du meilleur grimpeur |
| ------------------------------- | ------------------------------- | ------------------------------- | --------------------------------------- | ------------------------------- |
|                                 | Coureur                         | Pays                            | Équipe                                  | Point(s)                        |
| 1er                             | August Jensen                   | Norvège                         | Øster Hus-Ridley                        | 33 points                       |
| 2e                              | Alex Peters                     | Royaume-Uni                     | Équipe nationale de Grande-Bretagne U23 | 16 pts                          |
| 3e                              | Daniele Aldegheri               | Italie                          | MG Kvis-Wilier                          | 15 pts                          |
| modifier                        |                                 |                                 |                                         |                                 |

| \| Classement du meilleur jeune \| Classement du meilleur jeune \| Classement du meilleur jeune \| Classement du meilleur jeune \| Classement du meilleur jeune \| \| \| Coureur \| Pays \| Équipe \| Temps \| \| ---------------------------- \| ---------------------------- \| ---------------------------- \| ---------------------------- \| ---------------------------- \| \| 1er \| Timo Roosen \| Pays-Bas \| Rabobank Development \| en 12 h 24 min 14 s \| \| 2e \| Jack Wilson \| Irlande \| An Post-ChainReaction \| + 5 s \| \| 3e \| Maxime Cam \| France \| BIC 2000 \| + 5 s \| \| modifier \| \| \| \| \| |             |          |                       |                     |
| Classement du meilleur jeune |             |          |                       |                     |
| | Coureur     | Pays     | Équipe                | Temps               |
| 1er | Timo Roosen | Pays-Bas | Rabobank Development  | en 12 h 24 min 14 s |
| 2e | Jack Wilson | Irlande  | An Post-ChainReaction | + 5 s               |
| 3e | Maxime Cam  | France   | BIC 2000              | + 5 s               |
| modifier |             |          |                       |                     |